# Doug Scott
Doug Scott, cuyo nombre completo es Douglas Keith Scott (Nottingham, 29 de mayo de 1941-7 de diciembre de 2020), fue un alpinista británico, famoso por haber logrado la primera ascensión de la cara sudoeste del Monte Everest el 24 de septiembre de 1975. Scott y Dougal Haston fueron los primeros británicos en escalar el Everest durante esta expedición. En 2011 se le entregó el Piolet de oro por la labor de toda una vida.

## Infancia
Scott nació en Nottingham, Inglaterra, como el mayor de tres hermanos, hijos de un policía y boxeador aficionado. Más tarde descubriría que su madre nació casi exactamente al mismo tiempo que Edmund Hillary, lo que Scott consideró una extraña coincidencia. Comenzó a escalar a la edad de 12 años, cuando su interés se despertó en una excursión escolar al centro de White Hall durante actividades al aire libre cerca de Buxton.
Tras dos años de estudio de profesorado (1959-1961), Scott enseñó geografía, historia, educación física y deportes durante diez años en su antiguo instituto de secundaria.

## Montañismo
La carrera de montañero de Scott incluye más de 30 expediciones al interior de Asia y es considerado como uno de los más grandes escaladores de alta altitud y de grandes paredes del mundo. Es conocido por su primera ascensión de la cara suroeste del Everest con Dougal Haston en una expedición encabezada por Chris Bonington. Todas sus otras subidas han sido en el estilo alpino ligero.
Aspectos destacados de la carrera de la escalada de Scott incluyen
- 1975: la cara suroeste del Everest con Dougal Haston, vivac en la cima sur a 8.760 m.
- 1977: Baintha Brakk, más conocido como El Ogro (en Pakistán), y descenso con ambas piernas y el tobillo rotos.
- 1978: Intento del K2 por la cara oeste.
- 1979: cordillera norte de Kangchenjunga (8586 m).
- 1979: Ascenso de la zona norte de Nuptse con Georges Bettembourg, Brian Hall y Alan Rouse.

Scott escaló las Siete Cumbres, el pico más alto en cada uno de los siete continentes. Fue también presidente del  Club Alpino (1999 a 2001) y fue nombrado CBE en 1994. En 1999 fue galardonado con la Medalla de la Patrona de la Royal Geographical Society. Fue galardonado con el Premio Golden Eagle por el círculo de fotógrafos y escritores al aire libre en 2005.

## Trabajo caritativo en Nepal
Durante la carrera en la escalada de Scott, su comprensión de la cultura y la gente en las regiones donde escaló creció a medida que formó lazos y relaciones fuertes. Scott fundó la organización benéfica Acción Comunitaria Nepal y pasaba mucho de su tiempo recaudando fondos para esta causa, sobre todo dando conferencias públicas. Scott fue también un defensor del turismo responsable. Scott creó su propia agencia de senderismo en 1989, y pagaba a los porteadores y demás personal el doble de la tarifa más común, con mejores condiciones de trabajo, con cargas de trabajo reducidas para los cargadores y comprándoles ropa para combatir el frío y la lluvia.

## Vida personal
En 1962 se casó con Janice Brook, con quien tuvo tres hijos, Michael, Martha y Rosie; se divorciaron en 1988. En 1993 se casó con la escaladora india Sharavati Prabhu, con quien tuvo dos hijos, Arran y Euan; se divorciaron en 2003. En 2007 contrajo terceras nupcias con Patricia Lang, residiendo el matrimonio en Northern Falls, en el distrito de los Lagos, hasta la muerte de Scott en 2020.

## Muerte
Falleció el 7 de diciembre de 2020 a los 79 años a causa de un linfoma cerebral.

## Libros
- Doug Scott, Himalayan Climber: A Lifetime's Quest to the World's Greater Ranges, ISBN 1-898573-16-6
- Doug Scott, Escalada de Grandes Muros, ISBN 0-7182-0967-2.
- Doug Scott y Alex Macintyre, La Expedición Shishapangma, ISBN 0-89886-723-1.
- Doug Scott, Montañero (1992)